# Lužec (Vroutek)
Lužec je malá vesnice, část města Vroutek v okrese Louny. Nachází se asi 3 km na jihozápad od Vroutku. Prochází zde silnice II/226. V roce 2011 zde trvale žilo 26 obyvatel.
Lužec je také název katastrálního území o rozloze 1,7 km².

## Historie
Dějiny vesnice jsou spjaty zejména s místním poplužním dvorem a pozdějším zámkem. První písemná zmínka o panství a tvrzi pochází z roku 1447, kdy se dělila pozůstalost po Ojíři z Očedělic. Jeho syn Pechanec, který mimo jiné zdědil vintířovský statek, připojil Lužec k lubeneckému panství. Lužecký statek potom zůstal součástí větších majetků. Další zmínka je až z roku 1577, kdy bylo panství s tvrzí Mikulášem z Lobkovic zastaveno Jindřichu Brozanskému z Vřesovic. Od něj ho získal Adam Ferdinand Údrčský z Údrče, který zde po roce 1597 nechal zřídit poplužní dvůr. Ten mu byl za účast na stavovském povstání roku 1623 zkonfiskován.
Panství potom v roce 1627 od královské komory koupil za 9 292 míšeňských Jan Ludvík Neslinger ze Selchengrabu, jehož potomek Franz Rudolf Neslinger zde někdy po roce 1664 nechal postavit raně barokní zámek. Ten od něj již roku 1670 koupil Kryštof Štampach ze Štampachu, jehož rod zámek vlastnil až do roku 1830, kdy jej zdědila Marie Pachtová, rozená ze Štampachu. Ta nechala zámek rozšířit a založit anglický park. Po její smrti panství společně koupili Johann Anton ze Starku a Johann Riedl von Riedenstein. Roku 1855 Johann Riedel odkoupil Starkův podíl, ale o tři roky později zemřel a jeho dědici prodali roku 1868 panství Josefině Bärenreitherové.

## Obyvatelstvo
Při sčítání lidu v roce 1921 zde žilo 153 obyvatel (z toho 76 mužů), z nichž bylo padesát Čechoslováků a 103 Němců. S výjimkou dvou evangelíků byli členy římskokatolické církve. Podle sčítání lidu z roku 1930 měla vesnice 113 obyvatel: 51 Čechoslováků, 61 Němců a jednoho příslušníka jiné národnosti. Kromě dvou evangelíků a šesti členů církve československé byli římskými katolíky.
|           | 1869 | 1880 | 1890 | 1900 | 1910 | 1921 | 1930 | 1950 | 1961 | 1970 | 1980 | 1991 | 2001 | 2011 |
| --------- | ---- | ---- | ---- | ---- | ---- | ---- | ---- | ---- | ---- | ---- | ---- | ---- | ---- | ---- |
| Obyvatelé | 162  | 169  | 139  | 172  | 175  | 153  | 113  | 73   | 93   | 67   | 46   | 26   | 25   | 26   |
| Domy      | 20   | 21   | 21   | 23   | 24   | 27   | 26   | 20   | 20   | 15   | 13   | 13   | 14   | 9    |

## Pamětihodnosti
- Dominantou malé vesnice je raně barokní zámek, který byl postaven během druhé poloviny 17. století a v 19. romanticky přestavěn.

## Galerie

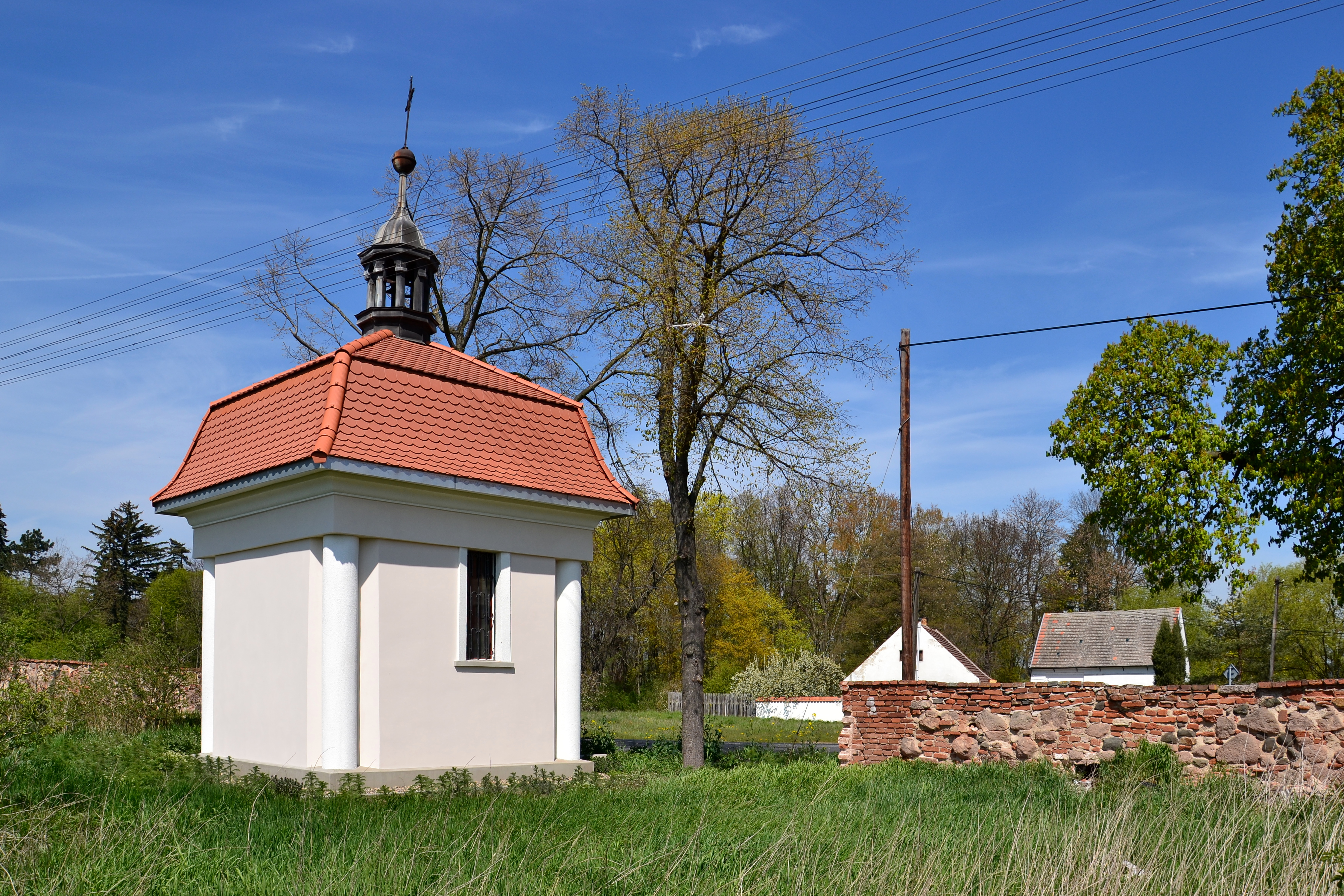
Kaple
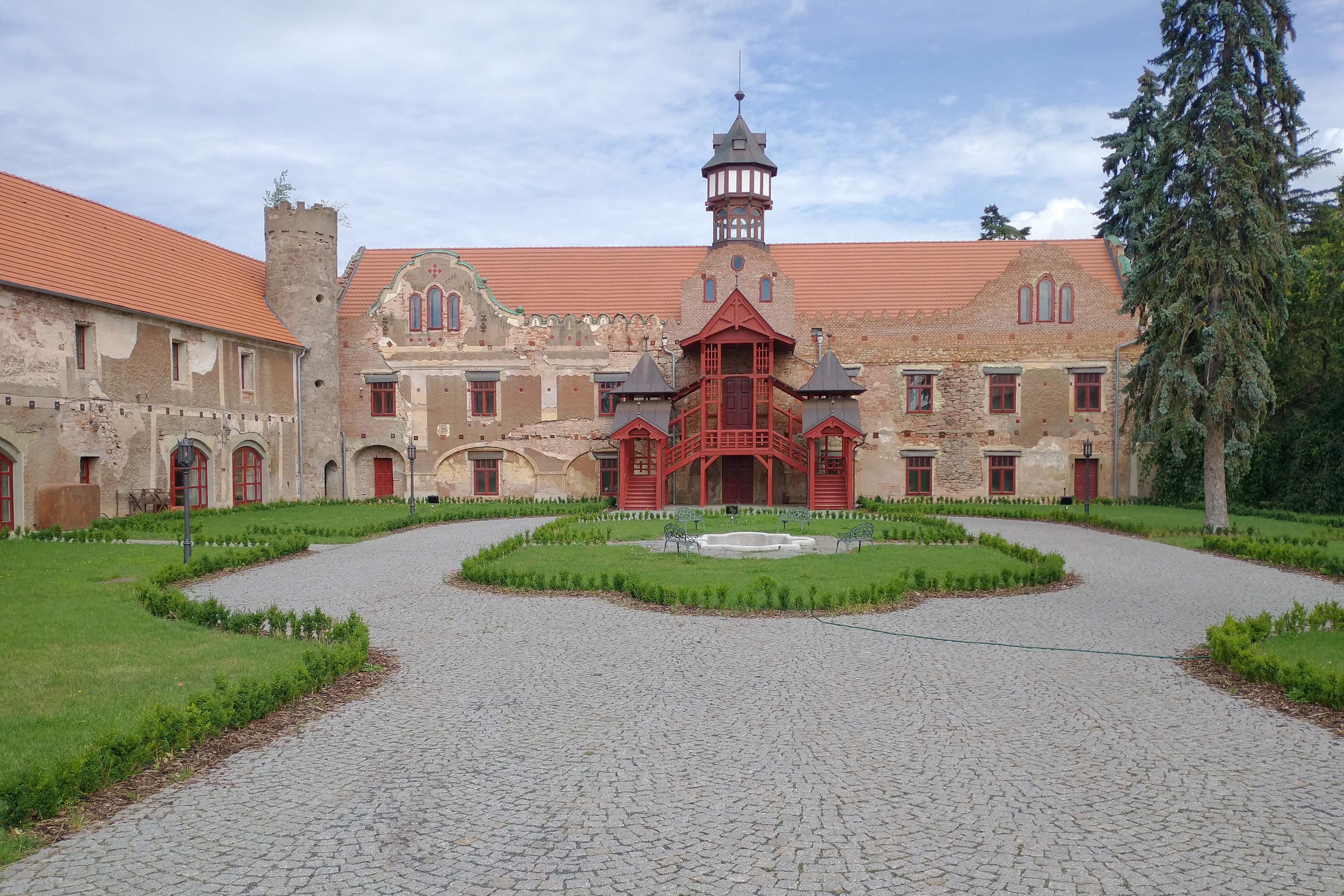
Zámek
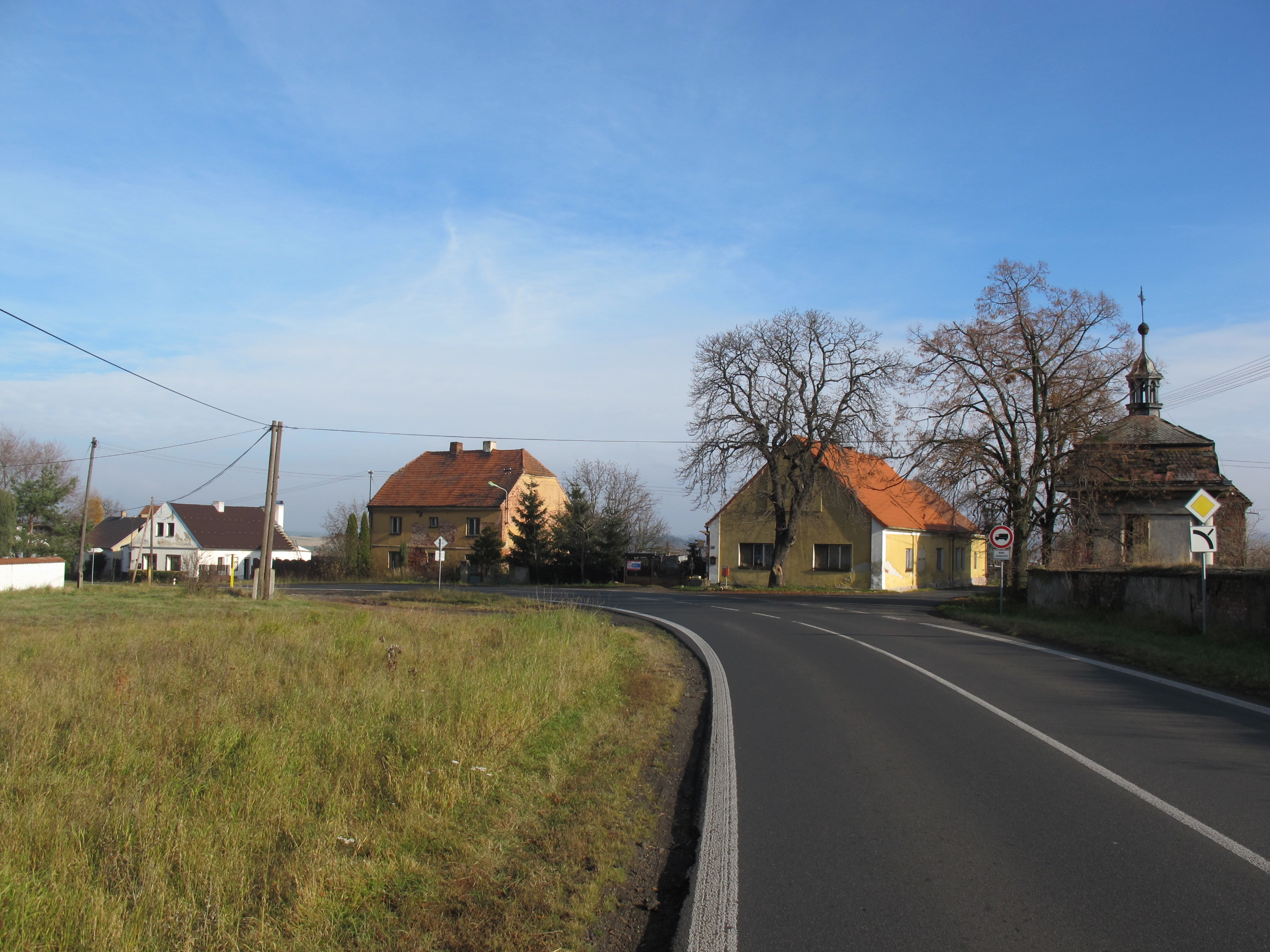
Náves